# Маріо Жезуш Душ Сантуш
Маріо Жезуш Душ Сантуш (26 травня 1949) — португальський дипломат. Надзвичайний і Повноважний Посол Португалії в Україні.

## Біографія
Народився 26 травня 1949 року в Монтіжу. Закінчив Вищий економічний інститут, Технічний університет Лісабона.
У 1974—1977 — аташе Посольства при Міністерстві закордонних справ Португалії.
У 1977—1978 — третій, другий секретар Посольства МЗС Португалії.
У 1978—1982 — Консул у місті Тур (Франція).
У 1982—1985 — перший секретар Посольства МЗС Португалії у Белграді.
У 1985—1986 — робота в Міністерстві закордонних справ Португалії.
У 1986—1990 — голова Інфраструктурного підрозділу Департаменту державної фінансової та державної майнової адміністрації.
У 1990 — заступник директора Департаменту державної майнової адміністрації.
У 1990—1993 — радник Посольства МЗС Португалії.
У 1993—1994 — Генеральний консул у Мілані.
У 1994—1997 — Повноважний Міністр.
У 1997—1998 — Постійна Місія Об'єднаних Націй і Міжнародних Організацій у Женеві.
У 1998—2000 — Повноважний Міністр першого рівня.
У 2000—2004 — Посол у Сан-Томе і Принсіпі.
У 2004—2008 — Надзвичайний і Повноважний Посол Португальської Республіки у Болгарії.
У 2008—2014 — Надзвичайний і Повноважний Посол Португальської Республіки в Україні.
2 грудня 2008 року — вручив вірчі грамоти Президенту України Віктору Ющенку.